# Ciprian George Fora
Ciprian George Fora (* 22. September 1978 in Timișoara) ist ein rumänischer Agrar-, Umwelt- und Forstwissenschaftler für Phytopathologie und Entomologie. Er ist Direktor des deutsch-rumänischen Trainingszentrums für Landwirtschaft in Voijteg. In der Landwirtschaftlichen und Veterinärmedizinischen Universität des Banat ist er Hochschullehrer für die Fachgebiete Forstwissenschaften, Phytomedizin und Entomologie sowie Prodekan der Fakultät Hortikultur und Forst.

## Biographie
Fora erwarb zwischen 1997 und 2005 Bachelorate in Agrarwissenschaft, Umweltschutz und Forst, sowie Masters in Management des Umweltschutzes, Management von Natur-Ressourcen und Waldmanagement.
Er promovierte 2006 zum Dr. agr. an der Landwirtschaftlichen und Veterinärmedizinischen Universität des Banat in Timisoara und habilitierte in Forstwissenschaften 2023 an der ungarischen Universität Sopron.
2006 wurde er von der Landwirtschaftlichen Universität des Banats in Timișoara zum Assistenten von Karl Fritz Lauer und zum Dozenten und 2024 zum Professor berufen. Seit 2007 leitet er das deutsch-rumänische Trainingszentrum für Landwirtschaft in Voiteg, das in enger Beziehung zur DEULA Kirchheim unter Teck steht und sich unter der Aufsicht des Rektors Cosmin Alin Popescu befindet. Im Rahmen des EU-Biofector-Projektes war er in Rumänien engagiert. Im Rahmen des vom Staatsministerium Baden-Württemberg gesponserten Projekt Greenerde übernahm er gemeinsam mit Markus Weinmann (Universität Hohenheim) die Projektleitung.

## Forschungsbereiche
- Biodiversität
- Entomologie im Forst
- Insekten Umwelt und invasive Spezies
- Pflanzenschutz Management in Forst und Hortikultur

## Forschungsengagements
- 1 internationales Forschungsprojekt als Partner
- 3 nationale Forschungsprojekte Rumäniens als Partner u. a. mit Heinrich Gräpel
- Koordinator in 6 internationalen Forschungsprojekten

## Mitgliedschaften
- Romanian Lepidopterological Society
- International Union of Forest Research Organization
- Society Forest in Progress
- Institute for Plants Biotechnology

## Publikationen
- 4 rumänische Fachbücher zu Land- und Forstwirtschaft
- Über 60 Beiträge in internationalen Fachzeitschriften[5]